# سيرغي أكيموف
سيرغي أكيموف هو لاعب كرة قدم روسي في مركز الوسط، ولد في 12 يونيو 1987 في كالوغا في روسيا. لعب مع روتور فولغوغراد.

## وصلات خارجية
- سيرغي أكيموف على موقع قاعدة بيانات كرة القدم.إي يو (الإنجليزية)
- سيرغي أكيموف على موقع Soccerway.com (الإنجليزية)